# Малевская, Ганна

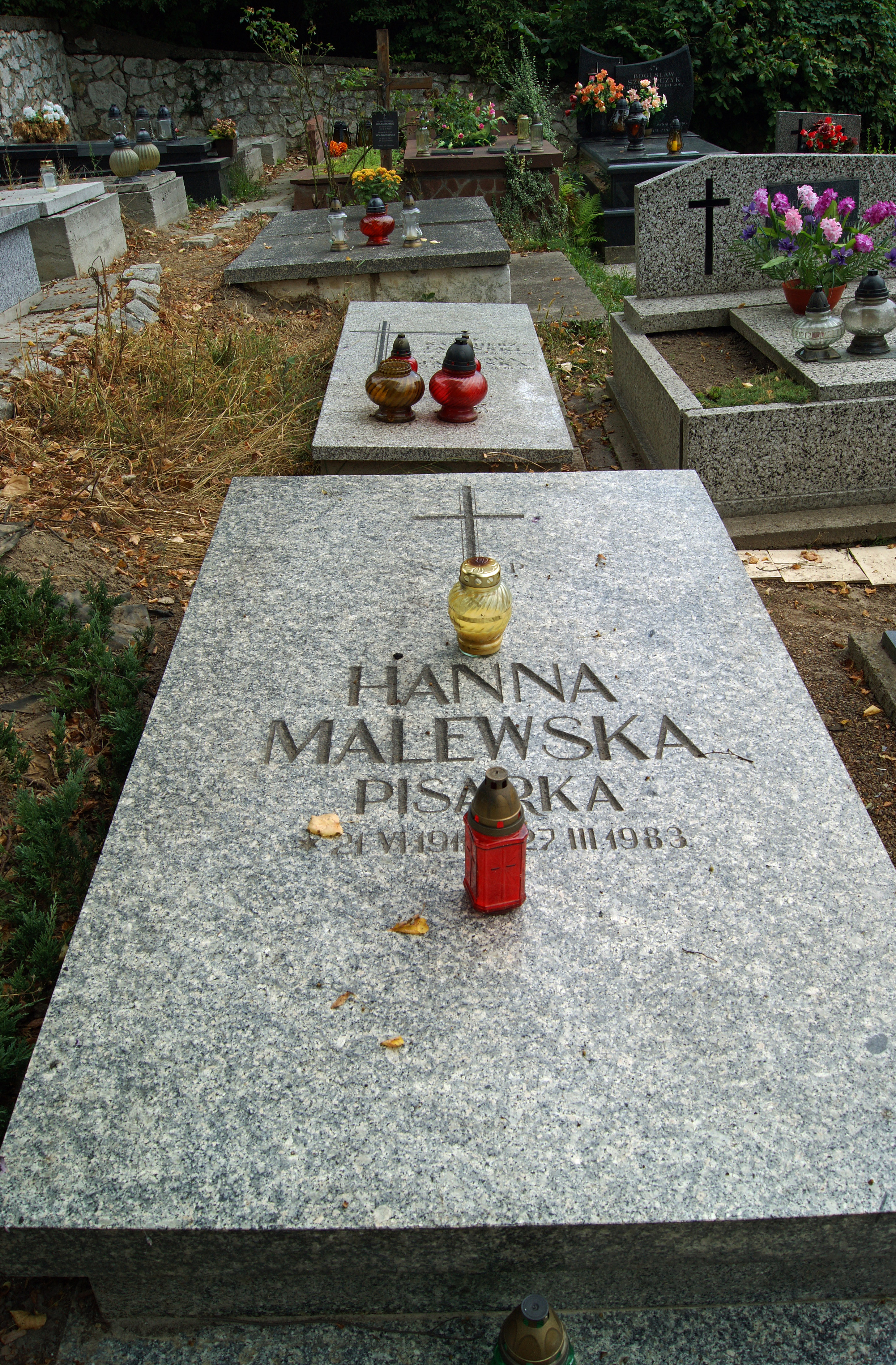
Могила Ганны Малевской на Тынецком приходском кладбище, Краков, Польша

Га́нна Мале́вская (пол. Hanna Malewska, 21 июня 1911 года, село Йордановице (сегодня — часть города Гродзиска-Мазовецкого), Царство Польское, Российская империя — 27 марта 1983 года, Краков, Польша) — польская писательница, переводчица, многолетний редактор литературного журнала «Znak».

## Биография
Родилась 21 июня 1911 года в семье польского врача Бронислава Малевского. Была крестницей епископа Мариана Юзефа Рыкса. С 1921 по 1929 год обучалась в женской гимназии имении Люблинской унии в Люблине. В октябре 1929 года поступила на факультет полонистики и исторический факультет Люблинского католического университета. Через год оставила обучение на факультете полонисимки, продолжив обучаться на историческом факуультете. Окончила Люблинский католический университет в 1933 году, написав под руководством польского историка Александра Коссовского диссертацию «Pamiętniki Kardynała de Retz jako źródło historyczne» (Записки кардинала де Ретца как исторический источник). Во время обучения в Люблинском католическом университете стала писать свои первые сочинения. В 1931 году получила награду в литературном конкурсе журнала «Żołnierz Polski» на новеллу «Cabrera» и награду в конкурсе Министерства религиозного образования и общественного просвещения за повесть «Wojna grecka».
После окончания Люблинского католического университета работала сперва учительницей истории в школе села Неполомице и затем в гимназии в Варшаве, где стала проживать с 1935 года. В 1936 году получила награду в конкурсе издательства «Książnica-Atlas», организованной Польской академией литературы за повесть «Żelazna korona». В августе 1939 года закончила следующую повесть «Kamienie wołać będą».
Во время Второй мировой войны участвовала в подпольной организации «Союз вооружённой борьбы». Позднее служила в Отделе конспирации Главной комендатуры Армии Крайовой, в котором руководила Бюро заграничных шифров. В 1943—1944 годах написала повесть «Żniwo na sierpie», посвящённую Циприану Норвиду. Участвовала в Варшавском восстании. После подавления восстания покинула город 3 октября 1944 года вместе с гражданским населением. Службу в Армии Крайовой закончила в звании капитана.
После окончании войны проживала в Кракове. С 1945 года публиковалась в изданиях «Tygodnik Powszechny» и «Tygodnik Warszawski». В 1946 году издала повесть «Kamienie wołać będą», за которую в 1948 году получила награду имени Влодзимежа Петшака. В 1947 году издала повесть «Żniwo na sierpie», написанную в годы войны. С 1945—1947 года преподавала историю в Государственном торговом лицее в Кракове.
C 1946 года редактировала журнал «Znak» совместно со Станиславом Стоммой. После того как в 1953 году журнал «Znak» был запрещён, с 1955 по 1957 год работала архивистом в Курницкой библиотеке. В 1954 году опубликовала повесть «Przemija postać świata». В 1956 году издала сборник исторических повестей «Sir Tomasz More odmawia». В 1957 году журнал «Znak» возобновил своё издание и Ганна Малевская возвратилась в его редакцию. В 1959 году опубликовала повесть «Opowieść o siedmiu mędrcach».
С 1960 года, заменив Яцека Возьняковского, стала главным редактором журнала «Znak». Одновременно участвовала в работе редакции еженедельника «Tygodnik Powszechny». В 1965 году издала повесть «Apokryf rodzinny».
В 1970 году издала свои последние книги «Labirynt» и «LLW, czyli co się może wydarzyć jutro».
В 1972 году получила литературную награду Фонда имени Райнхарда Шнайдера. В 1973 году вышла на пенсию и оставила пост главного редактора журнала «Znak».
Выйдя на пенсию, продолжала заниматься общественной деятельностью. В 1975 году она подписала Письмо 59, а в 1978 году подписала декларацию о создании Общества научных курсов.
Скончалась 27 марта 1983 года и была похоронена на приходском кладбище в Тыньце.

## Сочинения
- Cabrera (1931);
- Wiosna grecka (1931);
- Żelazna korona (1936);
- Kamienie wołać będą (1946);
- Żniwo na sierpie (1947);
- Stanica (1947);
- Przemija postać świata (1954);
- Sir Tomasz More odmawia (1956);
- Opowieść o siedmiu mędrcach (1959);
- Listy staropolskie z epoki Wazów (1959);
- Panowie Leszczyńscy (1961);
- Apokryf rodzinny (1965);
- Labirynt. LLW, czyli co może zdarzyć się jutro (1070);
- O odpowiedzialności. Wybór publicystyki (1945—1976) (посмертное издание, 1987)